# Тупец
Тупец (алб. Tupec) је насељено место у општини Призрен, на Косову и Метохији. Према попису становништва из 2011. у насељу је живело 398 становника.

## Становништво
Према попису из 2011. године, Тупец има следећи етнички састав становништва:
| Националност | 2011.        |
| Албанци      | 398 (100,0%) |
| Укупно       | 398          |

| Демографија | Демографија | Демографија |
| Година      | Становника  | Становника  |
| ----------- | ----------- | ----------- |
| 1948.       | 18          |             |
| 1953.       | 31          |             |
| 1961.       | 59          |             |
| 1971.       | 0           |             |
| 1981.       | 106         |             |
| 1991.       | 122         |             |
| 2011.       | 398         |             |